# Auvestre
Der Auvestre ist ein kleiner Fluss im Südosten von Frankreich, der im Département Alpes-de-Haute-Provence der Region Provence-Alpes-Côte d’Azur nordöstlich der Stadt Aix-en-Provence verläuft.

## Geografie

### Verlauf
Der Auvestre entspringt aus dem Zusammenfluss mehrerer Quellbäche im Gemeindegebiet von Saint-Jurs, verläuft generell Richtung Südwest durch den Regionalen Naturpark Verdon und mündet nach insgesamt rund 15 Kilometern im Gemeindegebiet von Riez als rechter Nebenfluss in den Colostre.

### Orte am Fluss
(Reihenfolge in Fließrichtung)
- Coutelon, Gemeinde Saint-Jurs
- Fontville, Gemeinde Saint-Jurs
- Château d’Allès, Gemeinde Saint-Jurs
- Puimoisson
- La Trompe, Gemeinde Puimoisson
- Riez